# Post (álbum)
Post é o segundo álbum de estúdio da cantora islandesa Björk. Influenciada pelas tendências do jazz, do trip hop e de mais alguns estilos, Björk fez com que Post fosse um álbum de grande sucesso nos anos 90.
O álbum foi relançado em 2006, no formato DualDisc no Box (____surrounded): incluindo novos mixes e vídeos ambos em Dolby Digital e DTS 96/24 5.1 surround sound.

## Faixas
1. "Army of Me" (Björk/Graham Massey) – 3:54
2. "Hyper-Ballad" (Björk) – 5:21
3. "The Modern Things" (Björk/Graham Massey) – 4:10
4. "It's Oh So Quiet" (Hanslang/Reisfeld) – 3:38
5. "Enjoy" (Björk/Tricky) – 3:56
6. "You've Been Flirting Again" (Björk) – 2:29
7. "Isobel" (Björk/Nellee Hooper/Marius de Vries/Sjón) – 5:47
8. "Possibly Maybe" (Björk/Nellee Hooper/Marius de Vries) – 5:06
9. "I Miss You" (Björk/Howie B) – 4:03
10. "Cover Me" (Björk) – 2:06
11. "Headphones" (Björk/Tricky) – 5:40
12. "I Go Humble" (Björk/Graham Massey) – 4:45 (Japanese Bonus Tracks)

## Certificações
| País           | Certificação |
| -------------- | ------------ |
| União Europeia | Platina      |
| Estados Unidos | Platina      |